# Jaroslav Burgr
Jaroslav Burgr (Velké Přítočno, 7 de març de 1906 - ?, 15 de setembre de 1986) fou un futbolista txec de les dècades de 1930 i 1940.
Fou 57 cops internacional amb la selecció de Txecoslovàquia, amb la qual participà en els Mundials de 1934 i 1938. Pel que fa a clubs, la major part de la seva carrera la passà a l'AC Sparta Praga.